# Gryningspyromanen

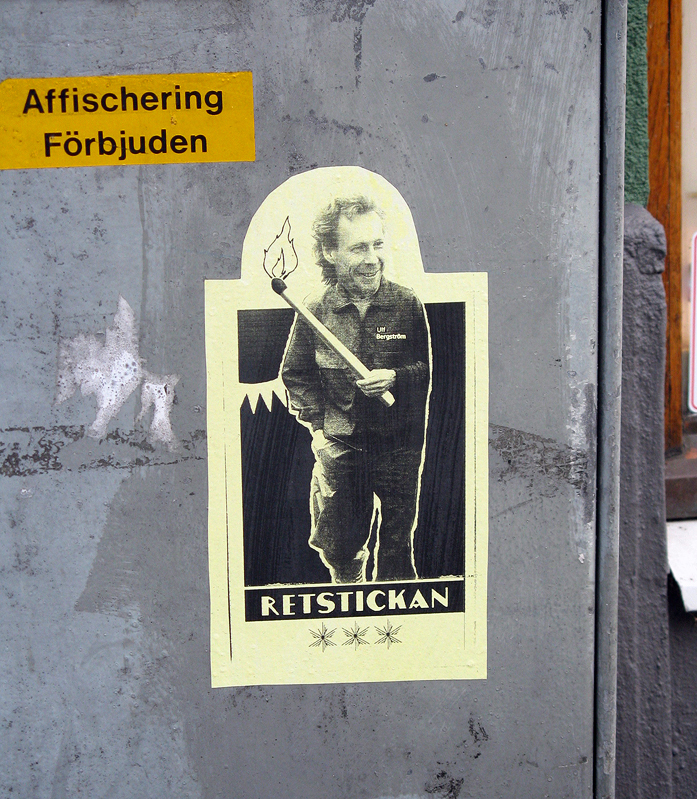
Ulf Borgström på en affisch av Dan Park 2011.

Ulf Borgström, i media kallad Gryningspyromanen, född den 6 november 1963 i Malmö, är en svensk mordbrännare, vilken dömts för mordbrand vid två tillfällen (2006 och 2011) och som även misstänks för att sedan åtminstone 1996 ha anlagt ett stort antal bränder i Skåne, Småland och Dalarna i Sverige. Trots epitetet Gryningspyromanen har Ulf Borgström inte konstaterats vara pyroman i egentlig mening, vilket är en extremt ovanlig psykiatrisk diagnos.
I september 2018 dömdes Borgström av Svea Hovrätt till fängelse i två år och tre månader. Han dömdes för att ha försökt sätta eld på ett socialkontor, brott mot knivlagen, narkotikabrott och hot mot sin socialsekreterare. Han frigavs i november 2021.

## Biografi

### Tidiga år
Borgström föddes i Kirsebergs församling i Malmö 1963 och fick något senare en lillebror. Som trettonåring åkte Ulf och hans lillebror fast för en mopedstöld. Polisingripandet var våldsamt och anmäldes utan att resultera i några åtgärder, och Borgström har senare angett händelsen som väsentlig för hans inställning till samhälle och ordningsmakt.
Borgström umgicks under tonårstiden i kriminella gäng, där hans begåvning och intelligens kom till pass i sinnrika tjuverier, bilstölder och kassaskåpsinbrott. Han fick sitt första fängelsestraff som 17-åring för bilstölder, olovlig körning och narkotikaförseelse. Efter avtjänat straff genomfördes en serie villainbrott i Ystad tillsammans med sin bror, och han dömdes 18 år gammal till tio månaders fängelse.

### Telesabotören
År 1982 inledde han ett förhållande med den tolv år äldre kvinna som varit hans alkoholiserade och då svårt sjuke fars hustru, och de gifte sig efter faderns död och fick tillsammans två pojkar, ett tvillingpar.
Förhållandet var stormigt med bräcklig ekonomi där Borgström hade flera fängelsevistelser. Han lyckades tack vare sina tekniska kunskaper starta flera telekomföretag där han utnyttjade den utbredda bristfälliga kunskapen om ny teknik inom internet, bredband och datakommunikation, och kunde tillskansa sig betydande intäkter genom otillbörliga övertag av 071-nummer, så kallade betalnummer, samt intrång och manipulation av telefonväxlar och kopplingsskåp.
Bland annat gjordes ett sinnrikt bedrägeri mot Televerket som gick ut på att med hjälp av så kallade Goldboxar koppla om Borgströms företags teletrafik så att man till priset av ett lokalsamtal kunde ringa vart som helst i världen, medan kostnaden lades på en annan abonnents räkning. Bedrägeriet pågick mellan juli och oktober 1992. Den 16 februari 1993 stängde Televerket av Borgströms telefonlinjer och den 17 februari saboterades ett stort antal teleskåp i trakten av Skurup. Under en period av två veckor brann sedan fyra telestationer och ytterligare en station utsattes för ett försök till mordbrand. Flera av sabotagen var direkt samhällsfarliga genom att livsviktiga kommunikationslänkar slogs ut, och återställningen kostade många miljoner.

### Bränder som hämnd
Efter att ha släppts ut från ett av flera kortare fängelsestraff den 21 november 2000 hade hustrun och tvillingsönerna lämnat hemmet och skaffat hemlig adress, och hans ägodelar var konfiskerade eller spridda för vinden. Borgström nedkallade denna dag en tioårig hämnd mot samhället "som svikit honom och tagit ifrån honom allt han höll kärt" och svor att hämnas alla oförrätter under tio år framåt genom att anlägga bränder.
Borgström tros ha bränt hundratals hus, flera med högt kulturvärde, bland annat Snickerboa i Katthult i Gibberyd från filmen om Emil i Lönneberga och det närbelägna Ösjöfors handpappersbruk (samma natt) samt Västra Vemmenhögs kyrka och den närbelägna Nils Holgerssongården (även dessa samma natt). Han har även varit nära att bränna upp Heliga Trefaldighetskyrkan i centrala Kristianstad. Vid flera tillfällen dömdes Ulf Borgström i tingsrätten för att sedan, i brist på tillräckliga bevis, frias i hovrätten. Han har själv i vittnens närvaro hävdat att han är skyldig till mer än tvåhundra bränder.

### Mordbrandsmisstankar i urval
Den 2 juli 2008 greps Borgström av polis i Skåne misstänkt för att ha anlagt fyra bränder i centrala Simrishamn. Han släpptes i slutet av augusti då brotten inte kunde bevisas. Den 9 oktober 2008 greps han på nytt, då misstänkt för tre bränder i Ystad, men släpptes tre dagar senare.
Den 23 november greps och anhölls Borgström återigen, då misstänkt för mordbrand i en sommarstuga i Ystad och för cykelstöld.
Den 13 maj 2010 anhölls han återigen och förhördes den 14 maj angående två bränder (ett kulturhus och en kyrka) i Hammenhög, ett par mil utanför Ystad. Han släpptes efter 67 dagar i häktet på grund av brist på bevis. Strax efter att ha blivit släppt ur häktet lät Borgström sig intervjuas av Aftonbladet. Han förklarade sig där oskyldig till att ha anlagt några bränder.
Sommaren 2010 genomförde polisen i Skåne en för svenska förhållanden unik operation i det att Ulf Borgström punktmarkerades dygnet runt av fyra poliser, två civila och två uniformerade. Trots det lyckades han fly från sina förföljare. Den 28 oktober 2010 begärdes Borgström häktad på nytt. Han anklagades denna gång för att ha anlagt en brand i en väderkvarn i Skivarp.
Den 8 april 2011 dömde Ystads tingsrätt Ulf Borgström för grov mordbrand med mera till fängelse i åtta år. Han ska ha anlagt två bränder i ett hyreshus i centrala Ystad natten mellan 1 och 2 december 2010. Enligt polis och åklagare är orsaken hans hat mot samhället, i synnerhet mot poliser. Tingsrättens dom fastställdes den 20 juni samma år av Hovrätten över Skåne och Blekinge.
Den 19 januari 2018 häktades Ulf Borgström för försök till grov mordbrand i Köping under december 2017 där han försökt tända eld på socialkontoret, och åtalades den 8 maj 2018 vid Västerås Tingsrätt. Borgström dömdes i juli 2018 i tingsrätten till fängelse i 2 år och 8 månader, en dom som hovrätten i oktober 2018 fastställde men sänkte straffet till fängelse i 2 år och 3 månader. Han frigavs villkorligt i april 2021, med krav bland annat på att under den villkorliga frigivningen ha elektronisk övervakning, så kallad fotboja. Borgström har flera gånger under den villkorliga frigivningstiden inte efterlevt villkorskraven och tillbringat delar av denna tid i fängelse, men släpptes slutgiltigt i november 2021 efter att i sin helhet ha avtjänat fängelsestraffet från 2018.

### Andra brott
Borgström har bara dömts två gånger för brandrelaterade brott, men har en mängd andra domar mellan 1980 och 2010, bland annat för ovanstående bedrägeri, narkotikabrott, stöld, häleri, urkundsförfalskning och olika trafikbrott. Han har även dömts för grovt barnpornografibrott.

### I media
År 2012 utkom boken Gryningspyromanen: från mobbad tonåring till Sveriges värsta mordbrännare, författad av Jörgen Pettersson och David Widlund.
Widlund, som är elektriker, brandutredare och brandingenjör, har sedan fortsatt att engagera sig i fallet. Tillsammans med Monica Walldén, journalist som specialiserat sig på miljöfrågor och brandsäkerhet, gav de 2016 ut boken Gryningspyromanen: en berättelse om hämnd, som mer heltäckande och kronologiskt går igenom Borgströms uppväxt, bränder han misstänks för, och kontakter med och åtgärder från olika myndigheter och aktörer. I samarbete med Lunds universitet redovisas sannolikhetsberäkningar av flera brandhändelser som inte lagförts, och man lyfter diskussionen om vad som kan anses vara "bortom rimligt tvivel" när en person ska lagföras för anlagd brand. Walldén angav 2016 att Borgströms handlingar kostat skattebetalarna en miljard kronor, vilket gör det relevant att analysera och belysa hans verksamhet.
Boken gavs ut 2019 i en uppdaterad utgåva med medverkan av David Wikdahl (förutom Widlund och Walldén), med en genomgång av hur rättsväsendet hanterat Gryningspyromanen sedan han släpptes ur fängelse våren 2016 och de händelser som han sedan dömdes för.
År 2019 sände SVT en dokumentärserie Gryningspyromanen gjord av Nils Bergman.